# Katarenga
Katarenga ist ein abstraktes und strategisches Brettspiel für zwei Personen aus dem Jahr 2017 von David Parlett. Es handelt sich um eine Schachvariante, bei der jeder der beiden Spieler acht gleichartige Figuren bekommt, während die damit durchführbaren Züge durch die Feldfarben auf dem Spielbrett vorgegeben werden.

## Thema und Ausstattung
Bei dem Spiel handelt es sich um eine Schachvariante, bei dem jeder Spieler mit acht gleichartigen weißen oder schwarzen Figuren spielt. Wie beim Schach wird dabei eine Schlacht zwischen zwei Heeren nachgestellt. Um das Spiel zu gewinnen, versuchen beide Spieler, die gegnerische Grundlinie mit jeweils zwei Figuren zu erreichen und zu überschreiten.
Das Spielbrett besteht aus einem variablen Grundfeld mit acht mal acht Feldern und einem Rahmen mit den Heerlagern der beiden Spieler hinter der jeweiligen Grundlinie. Die Spielfelder sind zufällig angeordnet, mit vier Farben hinterlegt und folgen damit nicht dem typischen Schachbrettmuster. Der Spielplan wird aus dem Rahmen und vier quadratischen und doppelseitig bedruckten Teilen zusammengelegt, auf denen die Farbfelder in zufälliger Anordnung gedruckt sind und die jeweils ein Viertel des Spielplans bilden. Durch die verschiedenen Möglichkeiten der Anordnung dieser vier Teile entsteht die Variabilität des Spielplans. Dabei kann jedes Feld in vier Ausrichtungen sowie in jeweils sechs Positionen zu den anderen Feldern gelegt werden, zudem verdoppeln sich die Möglichkeiten durch die beidseitige Nutzung. Auf diese Weise können 49.152 unterschiedliche Ausgangspositionen gewählt werden.

## Spielweise
Zu Beginn des Spiels wird der Spielplan aus dem Rahmen und den vier Spielplanteilen zusammengelegt. Die Spieler losen jeweils eine Farbe aus und der schwarze Spieler darf festlegen, von welcher Grundlinie er spielen möchte. Er stellt seine acht Figuren an dieser Linie auf, der weiße Spieler platziert seine Figuren auf der gegenüberliegenden Seite.
Die beiden Spieler machen jeweils abwechselnd je einen Zug mit einer Figur, der weiße Spieler beginnt das Spiel. Die Figuren werden jeweils entsprechend dem farbigen Feld gezogen, auf dem diese zu Beginn ihres Zuges stehen:
| Farbe | Zug | entspricht im Schachspiel |
| ----- | --- | ------------------------- |
| blau  | Die Figur darf in jeder Richtung (diagonal, vertikal, horizontal) ein Feld bewegt werden.                                                         | König                     |
| gelb  | Die Figur darf diagonal in jede Richtung beliebig viele Felder gezogen werden. Der Zug endet, wenn die Figur auf ein weiteres gelbes Feld trifft. | Läufer                    |
| grün  | Die Figur zieht immer zwei Felder geradeaus und dann ein Feld zur Seite (Rösselsprung)                                                            | Springer                  |
| rot   | Die Figur darf in gerader Richtung beliebig viele Felder gezogen werden. Der Zug endet, wenn die Figur auf ein weiteres rotes Feld trifft.        | Turm                      |

Ein Spieler darf mit seiner Figur nicht über eine andere Figur ziehen und der Zug darf nicht auf einem schon durch eine seiner Figuren besetzten Feld enden. Endet der Zug auf einem Feld, auf dem eine gegnerische Figur steht, wird diese geschlagen und vom Feld genommen. Dabei darf allerdings nicht beim ersten Zug einer Figur geschlagen werden. Beim Ziehen gilt dabei die Berührt-geführt-Regel: Eine einmal berührte Figur muss in dem Zug geführt werden, wenn dies möglich ist.
Das Spiel endet, wenn es einem Spieler gelungen ist, mit zwei Figuren die gegnerische Grundlinie zu erreichen und im jeweils nächsten Zug zu überschreiten und damit das gegnerische Heerlager zu erobern. Dieser Spieler gewinnt das Spiel. Alternativ endet das Spiel, wenn es keinem mehr möglich ist, das Ziel zu erreichen. In diesem Fall gewinnt der Spieler, der noch mehr Figuren besitzt.

## Entwicklung und Rezeption
Das Spiel Katarenga wurde von Dave Parlett entwickelt und erschien 2017 zu den Internationalen Spieltagen in Essen bei dem deutschen Spieleverlag HUCH! mit multilingualer Spielanleitung auf Deutsch, Englisch, Französisch und Niederländisch. Eine nur auf Französisch gehaltene Version erschien 2018 bei dem französischen Verlag Gigamic. Benannt wurde es in Anlehnung an das Spiel Chaturanga, das als Ursprung von Schach und anderen Spielen betrachtet wird. Der Spielekritiker Wieland Herold leitet die Spielmechanik von Katarenga von den Spielen Schach dem Schlaukopf und Janus ab, bei dem ebenfalls die Felder, auf denen die Figuren stehen, die Zugart vorgeben.
Der Spieleautor entwickelte auf der Basis von Katarenga zwei zusätzliche Spielvarianten, die er als Troika und Cornered bezeichnet.

## Belege
1. 1 2 3 4 5  Spielanleitung Katarenga
2. ↑  Katarenga bei Parlett Games; aufgerufen am 13. Dezember 2017.
3. ↑  Versionen von Katarenga in der Spieledatenbank BoardGameGeek (englisch); abgerufen am 13. Dezember 2017.
4. 1 2  Wieland Herold: Katarenga auf dem Blog mit80.de; aufgerufen am 22. November 2021.
5. ↑  Troika bei Parlett Games; aufgerufen am 13. Dezember 2017.
6. ↑  Cornered bei Parlett Games; aufgerufen am 13. Dezember 2017.